# Aylin Özmenek
Aylin Özmenek (née à Ankara en 1942 et morte dans la même ville le 2 janvier 2021) est une animatrice turque de radio et de télévision.